# Alpine Racer 3
Alpine Racer 3 é um jogo de arcade de esqui alpino em 3D, lançado pela Namco em 2002. É a continuação de Alpine Racer 2.